# Pseudagrion simplicilaminatum
Pseudagrion simplicilaminatum är en trollsländeart som beskrevs av Carletti och Terzani 1997. Pseudagrion simplicilaminatum ingår i släktet Pseudagrion och familjen dammflicksländor. IUCN kategoriserar arten globalt som livskraftig. Inga underarter finns listade i Catalogue of Life.